# Albe (Massa d'Albe)
Albe is een plaats (frazione) in de Italiaanse gemeente Massa d'Albe.